# MN-1
MN-1 — многоцелевая ручная граната.
Выпускается фирмой «Plasticas Oramil» в Испании.
Предназначена для выведения из строя солдат противника. Цели граната достигает за счёт её броска рукой. MN-1 имеет пластмассовый корпус цилиндрической формы. При использовании МN-1 как оборонительной на её корпус надевается осколочный чехол, который при взрыве даёт до 500 осколков.
Особенностью запала данной гранаты является возможность установки его на дистанционное (время замедления 5 с) или ударное действие. Граната снаряжается 155 г тротила.